# Адрианза, Луис
Луис Адрианза (исп. Luis Adrianza; род. 1978) — венесуэльский спортсмен (самбо, дзюдо, джиу-джитсу), серебряный призёр чемпионата Панамерики по дзюдо среди юниоров, серебряный призёр Панамериканского чемпионата по самбо 2021 года, бронзовый призёр чемпионата мира по самбо 2008 года. Выступал в первой полусредней (до 68 кг), второй полусредней (до 74 кг) и первой средней (до 79 кг) весовых категориях.
Хобби Адрианзы — мотоциклы. Международные успехи спортсмена в самбо и джиу-джитсу привели к тому, что он был приглашён на аудиенцию к президенту Венесуэлы Уго Чавесу, который подарил ему автомобиль. Адрианза является генеральным секретарём Федерации самбо Венесуэлы.